# Басковское
Басковское — село в Макушинском муниципальном округе Курганской области России. Входит в состав Чебаковского сельсовета.

## История
В 1966 году Указом Президиума Верховного Совета РСФСР село центральной усадьбы Басковского птицесовхоза переименовано в Басковское.
В соответствии с Законом Курганской области от 6 июля 2004 года № 419 село возглавило образованное сельское поселение Чебаковский сельсовет.
Согласно Закону Курганской области от 27 июня 2018 года N 65 в состав Чебаковского сельсовета были включены все населённые пункты упразднённых Басковского, Мартинского и Слевинского сельсоветов.

## Население
| 1989 | 2002 | 2010 | 2012 | 2013 | 2014 | 2015 |
| ---- | ---- | ---- | ---- | ---- | ---- | ---- |
| 719  | ↘670 | ↘280 | ↘260 | ↘230 | ↘205 | ↘192 |
| 2016 | 2017 | 2018 |      |      |      |      |
| ↗196 | ↘184 | ↘179 |      |      |      |      |